# Cape Fear - Il promontorio della paura
Cape Fear - Il promontorio della paura (Cape Fear) è un film del 1991 diretto da Martin Scorsese con protagonisti Robert De Niro, Nick Nolte, Jessica Lange e Juliette Lewis.
Il film è un remake de Il promontorio della paura di J. Lee Thompson (1962). Della pellicola precedente questa mantiene, come attori, Martin Balsam, Gregory Peck e Robert Mitchum, che tornano qui in piccole parti.

## Trama
Sam Bowden è un avvocato di grande fama che vive con la moglie Leigh e la figlia quindicenne Danielle in una piccola città della Carolina del Nord. Dopo 14 anni di carcere, il galeotto Max Cady, apparentemente tranquillo e mite, ma in realtà un maniaco psicopatico, sadico e violento, viene rilasciato dal penitenziario in cui stava scontando la sua pena e si trasferisce nella cittadina con l'obiettivo di tormentare la vita di Sam: questi, infatti, era stato il suo difensore in un processo per stupro nel 1977, ma secondo Cady, l'avvocato non aveva fatto tutto quello che poteva per difenderlo.
Cady inizia a tormentare e perseguitare la famiglia ma senza mai sfociare nell'illegalità: paga loro un gelato, fa apprezzamenti nei confronti della figlia di Sam e li osserva dal muro di cinta della casa, tutte azioni che fanno innervosire Sam ma che non possono essere punite. Qualche giorno dopo il cane della famiglia viene avvelenato e Cady è il primo indiziato: Sam lo denuncia ma il criminale viene rilasciato per mancanza di prove.
L'avvocato, sentendosi perseguitato, assolda un detective privato, Kersek, per far pedinare Cady ma anche questo espediente non porta a nulla. Nel frattempo Max seduce e percuote Lori Davis, l'amante di Sam, sapendo che lei non denuncerà mai questo crimine per pudore. Tutto ciò è servito ad allontanare Sam dalla moglie. È proprio questo che il criminale voleva: arrivato allo sfinimento, l'avvocato assolda tre uomini affinché pestino Cady la sera stessa. Prima dell'assalto, Sam lo va a trovare in un ristorante e lo minaccia, intimandogli di lasciare la città. Uscito dal locale Max viene assalito dai picchiatori, tuttavia riesce a metterli in fuga, ferendoli gravemente.
Il giorno dopo Cady si presenta in tribunale accusando Bowden di averlo fatto pestare; prova di ciò è la minaccia che gli aveva rivolto prima dell'aggressione, che Max aveva furbamente registrato. Cady ottiene così un'istanza cautelare che ordina a Sam di doversi tenere per un periodo di prova a non meno di cinquecento metri dall'ex galeotto. L'avvocato decide di allestire una trappola per il suo persecutore: fa finta di partire per un processo e si rifugia in casa sua con la moglie, la figlia, la cameriera Graciella e Kersek, che intende sparare al criminale in quanto colpevole di violazione di domicilio. Cady tuttavia riesce ad entrare in casa mascherato da Graciella dopo averla uccisa, eliminando anche l'investigatore privato, ma fugge quando scopre che anche Sam è in casa.
Bowden, messo alle strette, scappa con la famiglia sul suo battello ancorato a Cape Fear, ignaro che Cady, senza essere visto, si è aggrappato sotto la sua auto. A Cape Fear la famiglia parte col battello sul fiume ma Cady li raggiunge e, durante un forte temporale, l'uomo tramortisce Sam e inizia a torturare madre e figlia. Danielle riesce ad ustionare gravemente il criminale con un accendino e dell'alcool. Cady, sfigurato in volto, ma ancora vivo, intende uccidere definitivamente la famiglia ma le due donne riescono a mettersi in salvo mentre Sam resta ad affrontarlo. Durante la colluttazione Sam riesce ad ammanettare una gamba di Cady a una sbarra poco prima che il battello vada a schiantarsi contro gli scogli. Leigh e Danielle finiscono su una spiaggetta, mentre Sam e Max continuano a combattere sulla riva del fiume: l'avvocato ha la meglio ma, mentre sta per finire il criminale con una pietra, questi viene portato via dalla corrente.
Nella scena finale Sam si riunisce alla propria famiglia, la quale rimarrà per sempre segnata da questa orribile vicenda.

## Produzione
Le riprese del film si svolsero dal 19 novembre 1990 al 17 marzo 1991.
La sceneggiatura venne adattata da Wesley Strick da quella di James R. Webb per il film originale, che era stata tratta a sua volta dal romanzo Il promontorio della paura di John D. MacDonald. Rispetto all'originale, fu deciso di creare dei conflitti interni nella famiglia dell'avvocato Bowden, per dare maggiore spessore psicologico ai personaggi.
La regia avrebbe dovuto inizialmente essere affidata a Steven Spielberg, ma egli alla fine decise che il film era troppo violento e lo passò a Scorsese per tornare a lavorare a Schindler's List - La lista di Schindler, film che Scorsese aveva rifiutato. Spielberg rimase nel progetto in qualità di produttore, attraverso la sua Amblin Entertainment, ma scelse di non essere accreditato nei titoli di coda del film.
Nick Nolte è più alto di Robert De Niro, ma per il film, Nolte perse molto peso mentre De Niro aumentò la propria massa muscolare allenandosi costantemente con un personal trainer in modo da sembrare più forte e minaccioso. De Niro riuscì a ridurre l'indice di massa grassa del suo corpo al 4%. Inoltre, l'attore pagò 5 000 dollari a un dentista per farsi limare i denti per avere un aspetto più inquietante per il ruolo.
In questo film, Gregory Peck, che nell'originale interpretava Sam Bowden, veste i panni dell'avvocato Lee Heller che nel procedimento per il provvedimento cautelare assume il patrocinio di Max Cady, mentre Robert Mitchum, che aveva vestito i panni di Cady, interpreta il tenente di polizia Elgart. Inoltre, Martin Balsam, che nel film del 1962 interpreta il ruolo del capo della polizia Mark Dutton, veste nel remake i panni del giudice chiamato a pronunciarsi sull'istanza cautelare promossa da Cady.
L'opera di Alfred Hitchcock fu una delle influenze stilistiche maggiori per Cape Fear. Come per la pellicola originale del 1962, dove il regista J. Lee Thompson ammise esplicitamente il rimando a Hitchcock, ricorrendo al suo stile di regia, e volendo Bernard Herrmann per la colonna sonora, Scorsese girò la sua versione del film alla maniera di Hitchcock, specialmente attraverso l'impiego di inquadrature inusuali, illuminazione, e tecniche di montaggio. In aggiunta, nel remake di Scorsese i titoli di testa sono opera di Saul Bass, abituale collaboratore di Hitchcock, e la colonna sonora è un rimaneggiamento di quella originale scritta da Herrmann da parte di Elmer Bernstein.

## Riconoscimenti
- 1992 - Premio Oscar
  - Candidatura al miglior attore protagonista a Robert De Niro
  - Candidatura alla miglior attrice non protagonista a Juliette Lewis

- 1992 - Golden Globe
  - Candidatura al miglior attore in un film drammatico a Robert De Niro
  - Candidatura alla miglior attrice non protagonista a Juliette Lewis

- 1993 - Premio BAFTA
  - Candidatura alla migliore fotografia a Freddie Francis
  - Candidatura al miglior montaggio a Thelma Schoonmaker

- 1991 - Chicago Film Critics Association Award
  - Miglior performance rivelazione a Juliette Lewis
  - Candidatura al miglior regista a Martin Scorsese
  - Candidatura alla miglior attrice non protagonista a Juliette Lewis

- 1992 - David di Donatello
  - Candidatura al miglior attore straniero a Robert De Niro

- 1992 - Kansas City Film Critics Circle Award
  - Miglior attrice non protagonista a Juliette Lewis

- 1992 - MTV Movie Award
  - Candidatura alla miglior performance maschile a Robert De Niro
  - Candidatura al miglior cattivo a Robert De Niro
  - Candidatura al miglior bacio a Robert De Niro e Juliette Lewis

- 1992 - Festival internazionale del cinema di Berlino
  - Candidatura all'Orso d'Oro a Martin Scorsese

- 1991 - New York Film Critics Circle Award
  - Candidatura alla miglior attrice non protagonista a Juliette Lewis

- 1992 - BMI Film & TV Award
  - Miglior colonna sonora a Bernard Herrmann

- 1992 - National Society of Film Critics Awards
  - Candidatura alla miglior attrice non protagonista a Juliette Lewis
  - Candidatura alla migliore fotografia a Freddie Francis

- 1992 - Jupiter Award
  - Miglior attore internazionale a Robert De Niro